# Pierre Cholonec
Pierre Cholonec ou Cholenec, né le 29 juin 1641 à Saint-Pol-de-Léon (Finistère) et mort le 30 octobre 1723 à Montréal (Québec), est un prêtre missionnaire jésuite et biographe français, administrateur des Premières nations du Canada, en particulier dans le village de Kahnawake, puis supérieur des jésuites de Montréal.

## Biographie

### Jeunesse
Après avoir fréquenté les écoles catholiques et terminé ses études au séminaire, Cholenec entre dans la Compagnie de Jésus à Paris le 8 octobre 1659. Il enseigne dans les collèges de Moulins, Allier et Eu, en Seine-Maritime de 1661 à 1670 puis étudie la philosophie pendant trois ans au collège Henri IV à La Flèche. Après quatre ans d'études en théologie à Paris, Cholenec part pour le Canada en août 1674. À Montréal, il apprend les langues mohawk et algonquine avant de commencer à travailler avec les indigènes.

### Mission
Pendant de nombreuses années, Cholenec vit chez les Iroquois à Saint-François-Xavier-du-Sault, village de la mission jésuite situé au sud de Montréal, le long du fleuve Saint-Laurent. 
En 1745, le village de Kahnawake devient une réserve mohawk.
Le P. Cholenec est nommé supérieur de la résidence des Jésuites à Montréal où il meurt le 30 octobre 1723.

## Œuvre
- Biographie de Kateri Tekakwitha, 1696 (publié dans Lettres édifiantes en 1781 et 1839, Jesuit Missions en 1846 et dans Kateri Tekakwitha : la Sainte iroquoise en 2012.)
  - Traduction algonquine sur Wikisource : Catherine Tekakouita, 1876